# Parafia Wniebowzięcia Najświętszej Maryi Panny w Trzemesznie
Parafia Wniebowzięcia NMP w Trzemesznie – rzymskokatolicka parafia położona w dekanacie trzemeszeńskim, należącym do metropolii gnieźnieńskiej.

## Historia parafii
Parafia została utworzona w XII wieku.